# Гребнев, Владимир Фёдорович
Владимир Фёдорович Гребнев (род. 1947) — советский металлург и комсомольский активист. Депутат Совета Союза Верховного Совета СССР 11 созыва (1984—1989) от Челябинской области.

## Биография
После окончания ГПТУ (1966) работал на Челябинском металлургическом заводе подручным сталевара мартеновского цеха № 1. В 1968—1971 служил в армии. Уволившись в запас, вернулся в тот же цех сталеваром. В 1995 году перевёден бригадиром-огнеупорщиком в управление ремонта металлургических печей. В 1970-х годах стал инициатором соревнования комсомольских молодёжных бригад Челябинской области; возглавлял коллектив, неоднократно признававшийся победителем областного соревнования.
Делегат XVII съезда ВЛКСМ (1974), член бюро Челябинского обкома ВЛКСМ (1970-е годы). Делегат XXVII съезда КПСС (1986), член бюро Челябинского обкома КПСС (1984-1991).

## Награды
- орден Октябрьской Революции (1981);
- орден Знак Почёта (1974);
- Премия Ленинского комсомола (1973);
- Почётный металлург Российской Федерации (1992);
- медали